# Kerkelijke Kunst Ateliers C. Bousardt
Kerkelijke Kunst Ateliers C. Bousardt was een atelier voor christelijke, religieuze kunst in Tilburg. De werkplaats werd in 1959 opgericht door Cees Bousardt en staakte de werkzaamheden in het begin van de 21e eeuw. Het atelier had verschillende kunstenaars zoals Jan Dijker en Fons de Kok in dienst, die ontwerpen voor onder meer kerkelijk textiel (kazuifels, dalmatieken), vaandels, altaars en tabernakels aanleverden.
Bousardt was bijzonder succesvol in de kerkelijke textielbranche. De grote veranderingen in de samenleving tegen het einde van de jaren vijftig (interne rooms-katholieke hervorming en ontkerkelijking) zorgden voor een dip in de kerkelijke textielbranche. Opdrachtgevers kozen sneller voor de goedkopere applicatietechniek, dan kostbaar handborduurwerk. Vele producenten van kerkelijke kunst gingen daardoor ten onder. De ateliers die overleefden waren vooral gespecialiseerd in minimaal gedecoreerde paramenten, die uitstekend pasten binnen de hervormingen van de kerk. Bousardt was een van die werkplaatsen die de veranderingen in de jaren zestig doorstonden, met ongeveer 35 vrouwen in dienst in de vroege jaren zestig. Het atelier richtte zich, net als Th. Pijnappel in 's-Hertogenbosch, op zeer moderne, vrijwel abstracte vormgeving, uitgevoerd in de applicatietechniek.
In 1959 zette Cees Bousardt zijn werkplaats op aan de Noordstraat 105 in Tilburg. In die vroege tijd ontwierp Jan Dijker voor Atelier van Bousardt een kazuifel en koormantel voor bisschop Bekkers (bisdom 's-Hertogenbosch). Bousardt produceerde de paramenten en de stukken werden in 1960 op de IIe Biënnale 'Christlicher Kunst der Gegenwart' beloond met een gouden medaille. In de jaren zestig kreeg Bousardts atelier een grote opdracht: de werkplaats moest gewaden ontwerpen en maken voor alle aalmoezeniers en predikanten in de land-, lucht- en zeemacht. Een van zijn meest opvallende werkstukken was een 'oecumenische kelk', ontworpen door Jan van Hoof, die in 1965 priester werd gewijd. Deze kelk, bestemd voor de r.k. eredienst, had de vorm van een protestantse avondmaalsbeker. Dit riep bezwaren op bij de toenmalige theologische opleiding in Haaren, omdat de vormgeving afweek van de toen geldende kerkelijke voorschriften, maar bisschop Bekkers gaf toestemming om deze kelk toch te wijden.
Desalniettemin liepen net als bij andere producenten van kerkelijke kunst ook bij Bousardt de opdrachten terug en daarbij hielp het niet mee dat zijn lichamelijke gezondheid verslechterde na een auto-ongeluk in 1961. In 1976 verplaatste hij zijn atelier naar Noordstraat 89a, wederom in Tilburg. Van de 35 vrouwen die hij in de vroege jaren zestig in dienst had, waren er in 1985 twee tot vier overgebleven. Toch bleef het atelier bestaan en in 2001 werd Cees Bousardt geïnterviewd door het Katholiek Nieuwsblad. Op dat moment had hij nog twee vrouwen in dienst.
Het bedrijfsarchief van Kerkelijke Kunst Ateliers C. Bousardt bevindt zich in het Katholiek Documentatie Centrum van de Radboud Universiteit Nijmegen.